# Route nationale 800
Pour les articles homonymes, voir N800 et Route 800.
La route nationale 800 ou RN 800 était une route nationale française reliant Cherbourg à Agneaux. À la suite de la réforme de 1972, elle a été déclassée en RD 900.

## Ancien tracé de Cherbourg à Agneaux (D 900)
- Cherbourg
- La Glacerie (Vallée de Quimcampoix)
- Le Pont (lieu-dit, bifurcation avec la N804 direction Les Pieux et Barneville-sur-Mer)
- Martinvast
- Couville
- Rauville-la-Bigot
- Quettetot
- Bricquebec
- Saint-Sauveur-le-Vicomte
- La Haye-du-Puits
- Lessay
- Périers
- Le Mesnil-Eury
- Hébécrevon
- Agneaux